# Остоич, Милош
Милош Остоич (серб. Милош Остојић; род. 3 августа 1991, Косовска-Митровица, Косово и Метохия) — сербский футболист, защитник клуба «Словен».

## Карьера
Прошел все ступени в академии белградского «Партизана». В 2009 году Остоич был отправлен набираться опыта в фарм-клуб сербского гранда — «Телеоптик», базирующийся в районе Земун на северо-западе Белграда.
В начале 2012-го возвратился в «Партизана» и вскоре завоевал первый чемпионский титул, затем ещё два. Отыграл шесть поединков в групповом раунде Лиги Европы-2012/13, где соперниками белградцев являлись итальянский «Интер», российский «Рубин» из Казани и азербайджанский «Нефтчи».
В 2018 году вернулся в сербский футбол, перейдя в футбольный клуб «Напредак».
Летом 2019 перешел в сербский клуб «Чукарички».
В 2021 году перешел в латвийский клуб «Лиепая».

## Достижения
«Партизан»
- Чемпион Сербии: 2011/12, 2012/13, 2014/15

БАТЭ
- Обладатель Суперкубка Беларуси: 2017